# Capella (estrella)
Capella (Alfa del Cotxer / α Aurigae) és l'estrella més brillant de la constel·lació del Cotxer i la sisena més brillant del cel nocturn. És una estrella groga, que tradicionalment marca l'espatlla esquerra de l'auriga que dona nom a la constel·lació. És més propera al pol nord celeste que qualsevol altra estrella brillant (Polaris és força dèbil en comparació) i, com a resultat ha tingut un paper significatiu en moltes històries mitològiques. Una tauleta datada el 2000 aC fa referència a Capella.
Astronòmicament, l'interès de Capella es troba el fet que és una estrella binària espectroscòpica no eclipsant que es pot estudiar fàcilment. Aquestes dues gegants de classe G tenen lluminositats d'entre 50 i 80 vegades la del Sol i es troben separades per menys de 100 milions de km, amb un període orbital de 104,02 dies. Aquestes dues estrelles tenen una companya molt dèbil que, al seu torn, també és doble. D'aquesta manera Capella és en realitat un sistema quàdruple. Aquestes dues companyes dèbils són dues nanes roges de classe M situades a aproximadament un any llum de la parella principal.
Capella és una font de raigs X, probablement a causa de l'activitat magnètica superficial en una de les estrelles de la parella principal. Capella fou la primera estrella de la qual s'obtingueren imatges d'alta resolució mitjançant un interferòmetre òptic de base llarga, el COAST, el 1995.

## Nomenclatura

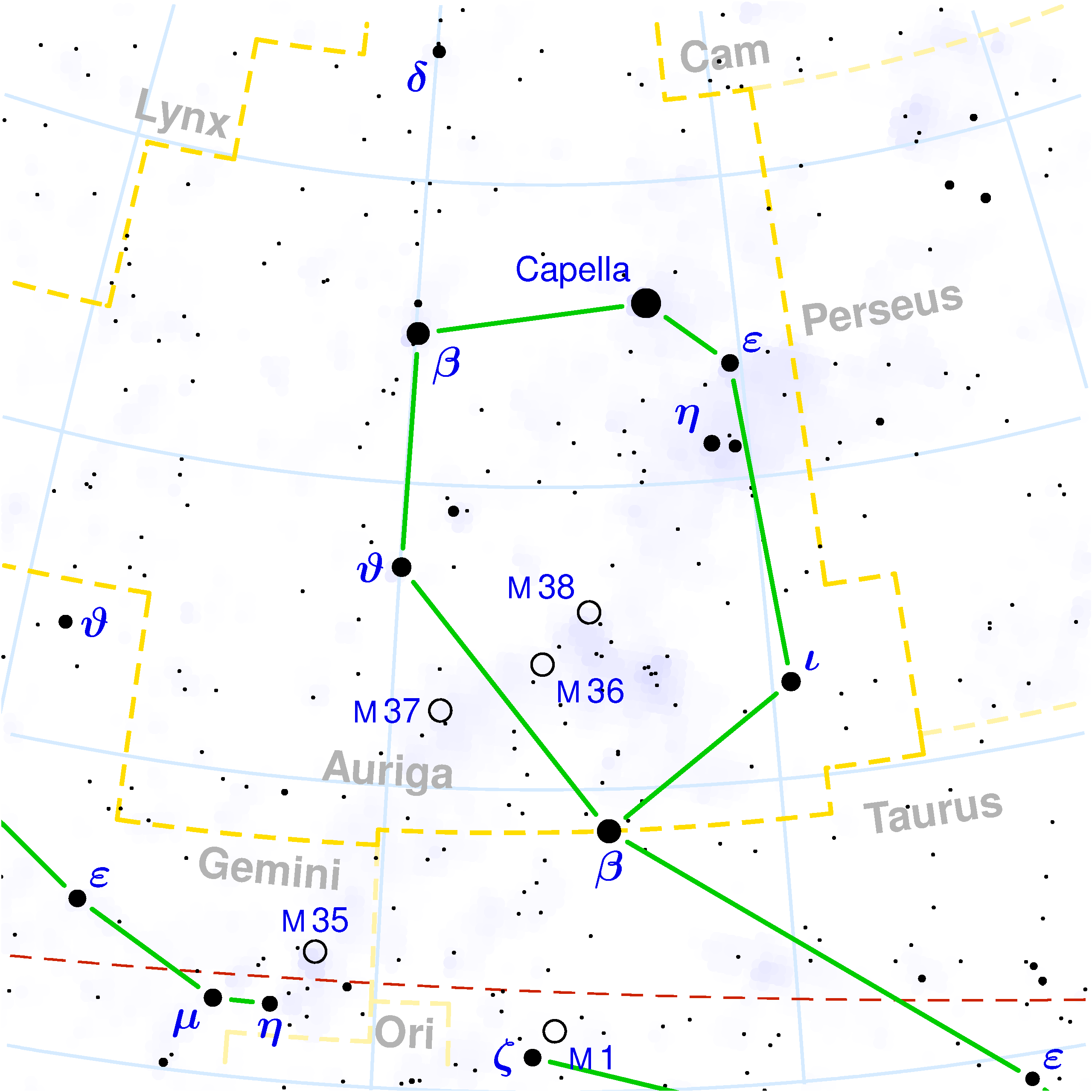
Capella dins la constel·lació d'Auriga

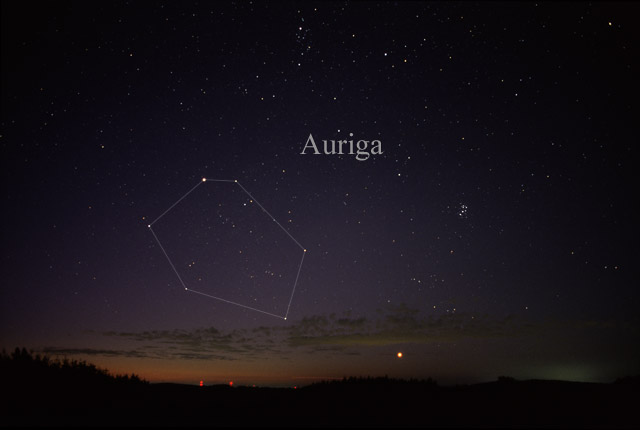
Capella és l'estrella més brillant de la constel·lació d'Auriga (a dalt a l'esquerra).

α Aurigae (llatinitzat a Alpha Aurigae) és la designació Bayer del sistema estel·lar, i se li donar el nom de 13 Aurige segons la denominació Flamsteed. Apareix en diversos catàlegs d'estrelles com ADS 3841, CCDM J05168+4559 i WDS J05167+4600. Com a sistema estel·lar relativament proper, Capella apareix al catàleg Gliese-Jahreiss amb les designacions GJ 194 per a la parella brillant de gegants i GJ 195 per a la parella feble de nanes vermelles.
El nom tradicional «Capella» és llatí per «cabra (petita)»; el nom alternatiu «Capra» era més utilitzat a l'època clàssica. És la traducció del nom de l'estrella en grec Aἴξ (aix) que significa «cabra». Com que el so del terme grec per a la cabra (aἴξ) és similar al so del nom del mar Egeu, aquesta estrella s'ha utilitzat per a les regles meteorològiques i per determinar la direcció estacional del vent. El 2016, la Unió Astronòmica Internacional va organitzar un grup de treball sobre noms d'estrelles (WGSN) per catalogar i estandarditzar els noms propis de les estrelles. El primer butlletí del WGSN de juliol de 2016 incloïa una taula dels dos primers lots de noms aprovats pel WGSN; que incloïa Capella per a aquesta estrella. Ara s'ha introduït així al Catàleg de Noms d'Estels de la IAU. El catàleg de noms d'estrelles indica que Capella s'aplica a l'estrella α Aurigae Aa.

## Història observacional
Capella era l'estrella més brillant del cel nocturn des de fa 210.000 anys fins fa 160.000 anys, amb una magnitud aparent d'aproximadament −1,8. Amb -1,1, Aldebaran era més brillant abans d'aquest període; ell i Capella estaven situats força a prop l'un de l'altre al cel i s'aproximaven les estrelles polars boreals en aquell moment.

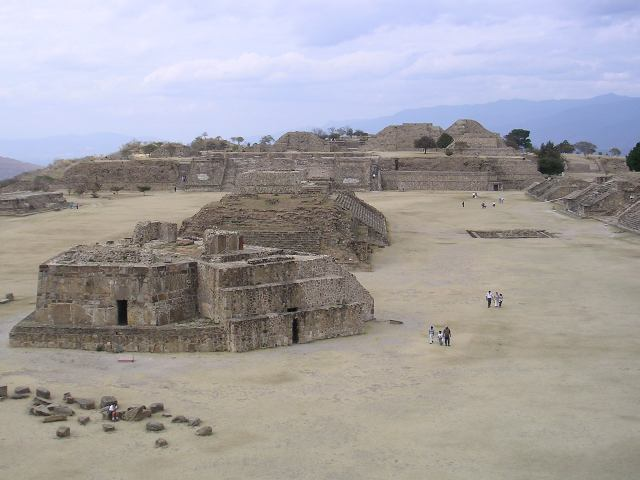
Edifici J (primer pla) al Monte Albán

Es creu que Capella s'esmenta en una inscripció accàdia que data del segle XX a.C. El seu simbolisme associat a la cabra es remunta a Mesopotàmia com una constel·lació anomenada "GAM", "Gamlum" o "MUL.GAM" al document MUL.APIN del segle VII a.C.. GAM es representava com una simitarra o un lladre i podria haver representat l'estrella sola o la constel·lació d'Auriga en conjunt. Més tard, els astrònoms beduïns van crear constel·lacions que eren grups d'animals, on cada estrella representava un animal. Les estrelles d'Auriga formaven un ramat de cabres, associació també present en la mitologia grega. De vegades se l'anomena l'estrella del pastor a la literatura anglesa. Capella era vista com un presagi de pluja a l'època clàssica.
L'edifici J del jaciment precolombí Monte Albán a l'estat d'Oaxaca a Mèxic es va construir cap al 275 aC, amb una orientació diferent a la d'altres estructures del complex. Els seus passos estan alineats perpendicularment a la pujada de Capella en aquell moment, de manera que una persona que mirava per una porta de l'edifici s'hi hauria encarat directament. Capella és important, ja que la seva Ortus helíac o pujada helíaca tenia lloc un dia després que el Sol passés directament per sobre del Monte Albán.

### Estat múltiple
El professor William Wallace Campbell, de l'Observatori Lick, va anunciar que Capella era un sistema binari el 1899, basant-se en observacions espectroscòpiques; va observar en plaques fotogràfiques preses des d'agost de 1896 fins a febrer de 1897 que un segon espectre apareixia superposat al primer i que hi havia un desplaçament doppler al violeta al setembre i a l'octubre i al vermell al novembre i febrer, cosa que demostra que els components s'estaven movent cap a la Terra i allunyant-se de la Terra (i, per tant, orbitant entre si). Gairebé simultàniament, l'astrònom britànic Hugh Newall havia observat el seu espectre compost amb un espectroscopi de quatre prismes connectat a un telescopi de 25-polzada (64 cm) a Cambridge el juliol de 1899, concloent que es tractava d'un sistema estel·lar binari.
Molts observadors van intentar discernir les estrelles components sense èxit. Conegut com "L'amic de l'interferometrista", va ser resolt per primera vegada interferomètricament el 1919 per John Anderson i Francis Pease a l'Observatori Mount Wilson, que van publicar una òrbita el 1920 basant-se en les seves observacions. Aquesta va ser la primera mesura interferomètrica de qualsevol objecte fora del Sistema Solar. L'any 1994 es va publicar una òrbita d'alta precisió basada en les observacions de l'Interferòmetre Estel·lar Mark III, de nou a l'Observatori Mount Wilson. Capella també es va convertir en el primer objecte astronòmic que va ser capturat per un interferòmetre òptic d'elements separats quan va ser capturat pel Cambridge Optical Aperture Synthesis Telescope el setembre de 1995.
El 1914, l'astrònom finlandès Ragnar Furuhjelm va observar que el binari espectroscòpic tenia una estrella companya feble, que, com que el seu moviment propi era similar al del binari espectroscòpic, probablement hi estava físicament lligada. El febrer de l'any 1936, Carl L. Stearns va observar que aquest company semblava ser el doble; això va ser confirmat el setembre d'aquell any per Gerard Kuiper. Aquesta parella es designa Capella H i L.

### Font de raigs X
Dos vols de coets Aerobee-Hi el 20 de setembre de 1962 i el 15 de març de 1963 van detectar i confirmar una font de raigs X a Auriga a RA 05h 09m (ascensió recta) i DEC +45 (declinació), identificada com a Capella. Una fita important en l'astronomia de raigs X estel·lar va tenir lloc el 5 d'abril de 1974, amb la detecció de l'emissió de raigs X més forta fins aquell moment des de Capella, mesurada a més de 10.000 vegades la lluminositat de raigs X del Sol. Un vol de coet en aquella data va calibrar breument el seu sistema de control d'actitud quan un sensor estel·lar va apuntar l'eix de càrrega útil cap a Capella. Durant aquest període, es van detectar raigs X en el rang 0,2-1,6 keV mitjançant un sistema reflector de raigs X co-alineat amb el sensor de l'estrella.
La lluminositat dels raigs X (Lx) de ~1024 W (1031 erg s-1) és quatre ordres de magnitud per sobre de la lluminositat dels raigs X del Sol. Es creu que els raigs X de Capella provenen principalment de la corona de l'estrella més massiva. Capella és la font de raigs X ROSAT 1RXS J051642.2+460001. L'alta temperatura de la corona de Capella tal com s'obté a partir del primer espectre coronal de raigs X de Capella utilitzant HEAO 1 requeriria un confinament magnètic, tret que es tracti d'un vent coronal que flueixi lliurement.

## Observació

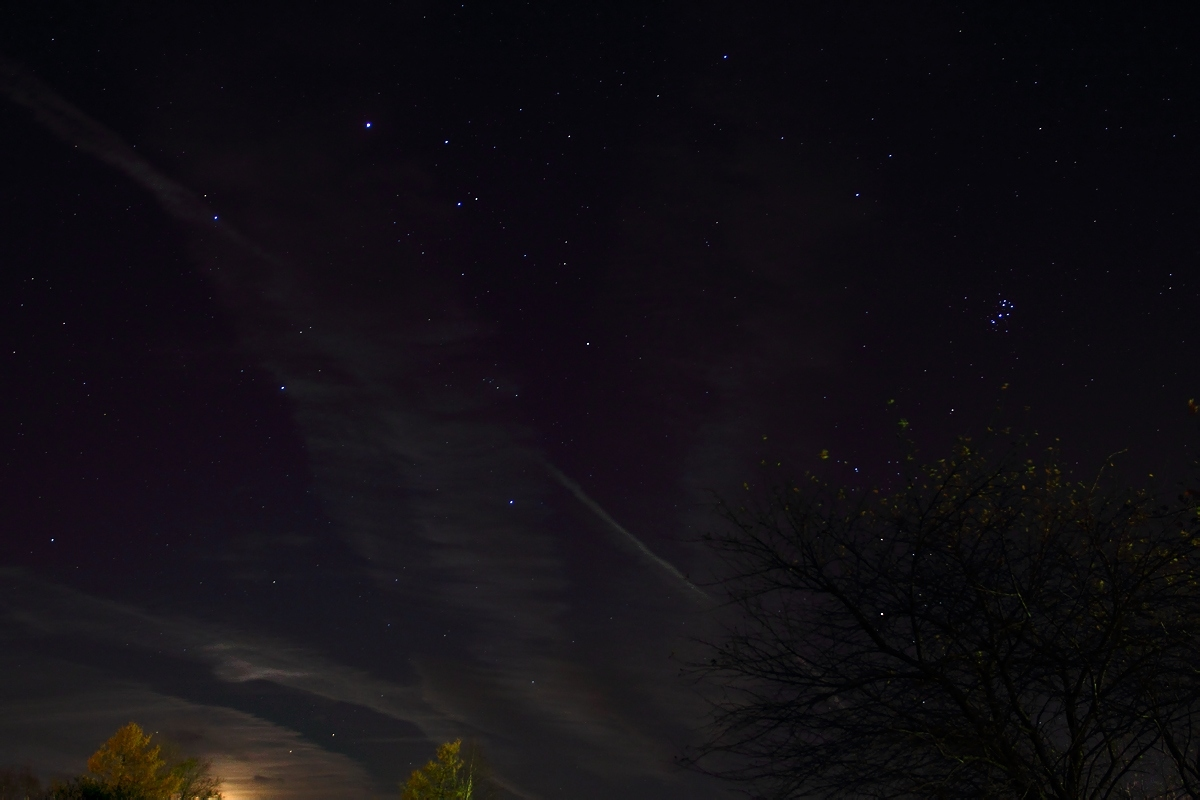
Imatge anotada del cel nocturn que mostra Auriga i les Plèiades: Capella és l'estrella més brillant, cap a la part superior esquerra

Amb una magnitud aparent mitjana de +0,08, Capella és l'objecte més brillant de la constel·lació Auriga, la sisena estrella més brillant del cel nocturn, la tercera més brillant de l'hemisferi nord (després d'Arcturus i Vega) i la quarta més brillant. visible a simple vista des de la latitud 40°N. Sembla que és rica en un color blanc groguenc, tot i que el color groc és més evident durant l'observació diürna amb un telescopi, a causa del contrast amb el cel blau.
Capella està més a prop del pol nord celeste que qualsevol altra estrella de primera magnitud. La seva declinació al nord és tal que és realment invisible al sud dels 44° de latitud S, això inclou l'extrem sud de Nova Zelanda, Argentina i Xile, així com les Illes Malvines.Per contra, és circumpolar al nord dels 44° N: per a tot el Regne Unit i el Canadà (excepte una part del sud d'Ontario), la major part d'Europa i les franges més al nord dels Estats Units contigus, l'estrella no es pon mai. Capella i Vega es troben a costats oposats del pol, aproximadament a la mateixa distància d'aquest, de manera que una línia imaginària entre les dues estrelles gairebé passarà per Polaris. Visible a mig camí entre el cinturó d'Orió i Polaris, Capella es troba al màxim al cel nocturn a mitjanit de principis de desembre i es considera una estrella destacada del cel d'hivern del nord.
Uns pocs graus al sud-oest de Capella es troben tres estrelles, Epsilon Aurigae, Zeta Aurigae i Eta Aurigae, les dues darreres conegudes com "The Kids", o Haedi. Els quatre formen un patró familiar, o asterisme, al cel.

## Distància
Basat en un desplaçament de paral·laxi anual de 76,20 mil·lisegons d'arc (amb un marge d'error de 0,46 mil·lisegons d'arc) mesurat pel satèl·lit Hipparcos, s'estima que aquest sistema està a 42.8 anys llum (13.12 parsecs) de la Terra, amb un marge d'error de 0,3 anys llum (0,09 parsec). Un mètode alternatiu per determinar la distància és mitjançant la paral·laxi orbital, que dona una distància de 42.92 anys llum (13.159 parsecs) amb un marge d'error de només 0,1%. S'estima que Capella va estar una mica més a prop del Sistema Solar en el passat, passant a una distància de 29 anys llum fa uns 237.000 anys. En aquest rang, hauria brillat a una magnitud aparent -0,82, comparable a Canopus actual.
En un article de 1960, l'astrònom nord-americà Olin J. Eggen va concloure que Capella era membre del grup mòbil Hyades, un grup d'estrelles que es mouen en la mateixa direcció que el cúmul de les Hyades, després d'analitzar el seu moviment i paral·laxi adequats. Els membres del grup tenen una edat similar, i els que són al voltant de 2,5 vegades més massius que el Sol s'han desplaçat de la seqüència principal després d'esgotar les seves reserves centrals d'hidrogen i s'estan expandint i refredant-se en gegants vermelles.

## Sistema estel·lar

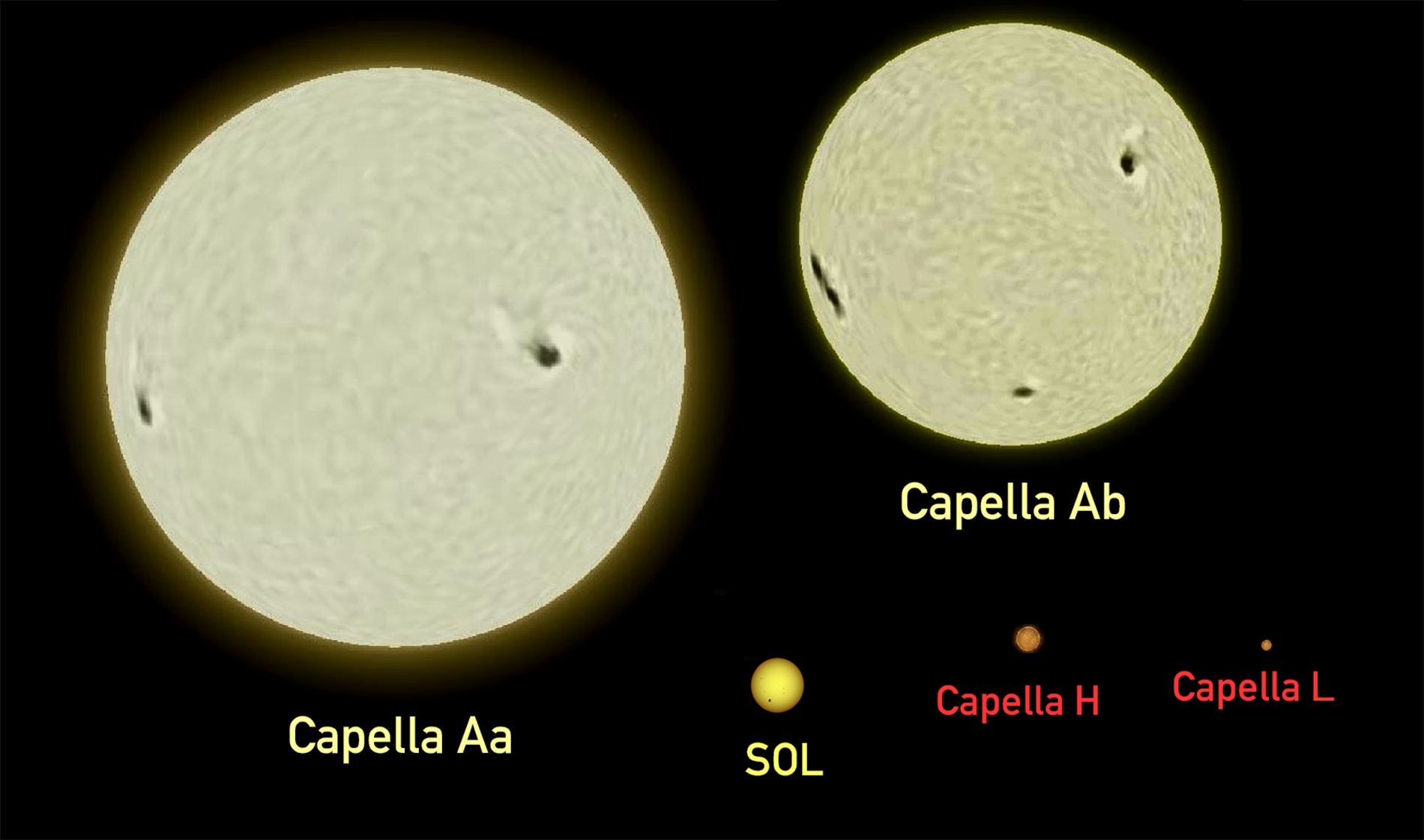
Components de Capella en comparació amb el Sol.

Hi ha diverses estrelles a pocs minuts d'arc de Capella i algunes s'han enumerat com a companyes en diversos catàlegs d'estrelles múltiples. El catàleg d'estrelles dobles de Washington enumera els components A, B, C, D, E, F, G, H, I, L, M, N, O, P, Q i R, sent A l'estrella que es pot veure a simple vista. La majoria són només companys de línia de visió, però el parell proper de nanes vermelles H i L es troben a la mateixa distància que el component brillant A i es mouen per l'espai juntament amb ell. Capella A és en si mateixa un binari espectroscòpic amb components Aa i Ab, ambdues estrelles gegants. La parella de gegants està separada de la parella de nanes vermelles per 723".
L'astrònom nord-americà Robert Burnham Jr. va descriure un model a escala del sistema on Capella A estava representada per esferes de 13 i 7 polzades de diàmetre, separades per deu peus. Aleshores, les nanes vermelles feien 0,7 polzades de diàmetre i estaven separades per 420 peus. A aquesta escala, les dues parelles estan a 21 milles de distància.

### Capella A

Diagrama d'Hertzsprung–Russell que mostra una trajectòria evolutiva d'una estrella d'aproximadament la massa dels dos gegants de Capella. Els estats actuals de Capella Aa i Ab apareixen marcats.

Capella A consta de dues estrelles grogues evolucionades que s'han calculat que orbiten entre si cada 104,02128 ± 0,00016 dies, amb un semieix major de 111,11 ± 0,10 milions de km (0,74272 ± 0,00069 UA), aproximadament la distància entre Venus i el Sol. La parella no és una binari eclipsant, és a dir, vist des de la Terra, cap estrella passa per davant de l'altra. L'òrbita es coneix amb molta precisió i es pot utilitzar per derivar una paral·laxi orbital amb una precisió molt millor que la mesurada directament. Les estrelles no estan prou a prop les unes de les altres perquè s'hagi omplert el lòbul de Roche de cap de les estrelles i s'hagi produït cap transferència de massa important, fins i tot durant l'etapa de gegant vermella de l'estrella primària.
La convenció moderna designa l'estrella més lluminosa més freda com a component Aa i el seu tipus espectral s'ha mesurat normalment entre G2 i K0. A l'Ab secundari més calent se li han donat diversos tipus espectrals de F tardà (més fred) o G precoç (més càlid). Els tipus espectrals MK de les dues estrelles s'han mesurat diverses vegades, i a tots dos se'ls assigna constantment una classe de lluminositat de III indicant una estrella gegant. L'espectre compost sembla estar dominat per l'estrella primària a causa de les seves línies d'absorció més nítides; les línies de la secundària s'amplien i difuminen per la seva ràpida rotació. La classe espectral composta es dona aproximadament com a G3III, però amb una menció específica de les característiques a causa d'un component més fresc. Els tipus publicats específics més recents són K0III i G1III, encara que els valors més antics encara són àmpliament citats com G5IIIe + G0III del Bright Star Catalog o G8III + G0III d'Eggen. Quan el context és clar, aquests dos components s'han anomenat A i B.
Les magnituds aparents individuals de les dues estrelles components no es poden mesurar directament, però la seva brillantor relativa s'ha mesurat a diverses longituds d'ona. Tenen una brillantor gairebé igual en l'espectre de la llum visible, amb el component secundari més calent generalment es troba unes dècimes de magnitud més brillant. Una mesura de 2016 dona la diferència de magnitud entre les dues estrelles a una longitud d'ona de 700 nm com a 0,00 ± 0,1.
Les propietats físiques de les dues estrelles es poden determinar amb gran precisió. Les masses es deriven directament de la solució orbital, amb Aa 2.5687 ± 0.0074 M☉ i Ab 2.4828 ± 0.0067 M☉ . Els seus radis angulars han estat mesurats directament; en combinació amb la distància molt precisa, això dona 11.98 ± 0.57 R☉ i 8.83 ± 0.33 R☉ per a Aa i Ab, respectivament. Les seves temperatures superficials es poden calcular mitjançant la comparació d'espectres observats i sintètics, la mesura directa dels seus diàmetres angulars i brillantor, el calibratge en funció dels seus índexs de color observats i la separació d'espectres d'alta resolució. Les mitjanes ponderades d'aquests quatre mètodes donen 4.970 ± 50 K per a Aa i 5.730 ± 60 per a Ab. Les seves lluminositats bolomètriques es deriven amb més precisió de les seves magnituds aparents i correccions bolomètriques, però es confirmen mitjançant càlculs a partir de les temperatures i els radis de les estrelles. Aa és 78,7 ± 4,2 vegades més lluminós que el Sol i Ab 72,7 ± 3,6 vegades més lluminós, de manera que l'estrella definida com a component principal és la més lluminosa quan es consideren totes les longituds d'ona, però molt lleugerament menys brillant a les longituds d'ona visuals.
En base a les estimacions que tenen entre 590 i 650 milions d'anys, les estrelles probablement estaven a l'extrem calent de la classe espectral A durant la seva vida de seqüència principal, similar a Vega. Ara han esgotat el seu nucli d'hidrogen i han evolucionat fora de la seqüència principal, les seves capes exteriors s'expandeixen i es refreden. Malgrat la classe de lluminositat gegant, el component secundari es troba molt clarament dins de la bretxa Hertzsprung del diagrama Hertzsprung-Russell, encara s'expandeix i es refreda cap a la branca de la gegant vermella, convertint-la en una subgegant en termes evolutius. La primària més massiva ja ha passat per aquesta etapa, quan va assolir un radi màxim de 36 a 38 vegades el del Sol. Ara és una estrella vermella que fusiona heli amb carboni i oxigen al seu nucli, un procés que encara no ha començat per a l'estrella menys massiva. L'anàlisi detallada mostra que s'acosta al final d'aquesta etapa i comença a expandir-se de nou, cosa que la portarà a la branca del gegant asimptòtic. L'abundància d'isòtops i les taxes de rotació confirmen aquesta diferència evolutiva entre les dues estrelles. Les abundàncies d'elements pesants són àmpliament comparables a les del Sol i la metal·licitat global és lleugerament inferior a la del Sol.
El període de rotació de cada estrella es pot mesurar observant variacions periòdiques en els desplaçaments Doppler de les seves línies espectrals. Les velocitats de rotació absolutes de les dues estrelles es coneixen a partir de les seves inclinacions, períodes de rotació i mides, però les velocitats de rotació equatorials projectades mesurades mitjançant l'ampliació Doppler de les línies espectrals són una mesura estàndard i es comenten generalment. Capella Aa té una velocitat de rotació projectada de 4,1 ± 0,4 km per segon, trigant 104 ± 3 dies a completar una rotació, mentre que Capella Ab gira molt més ràpidament a 35,0 ± 0,5 km per segon, completant una rotació completa en només 8,5 ± 0,2 dies. El frenat de rotació es produeix en totes les estrelles quan s'expandeixen en gegants, i les estrelles binàries també es frenen amb la marea. La capella Aa s'ha alentit fins que es bloqueja rotacionalment al període orbital, tot i que la teoria prediu que encara hauria de girar més ràpidament des d'un punt de partida d'una seqüència principal d'estrella A que gira ràpidament.
Fa temps que se sospita que Capella és lleugerament variable. La seva amplitud d'unes 0,1 magnituds significa que pot ser de vegades més brillant o més tènue que Rigel, Betelgeuse i Vega, que també són variables. El sistema s'ha classificat com una variable RS Canum Venaticorum, una classe d'estrelles binàries amb cromosferes actives que causen grans taques estel·lars, però encara només apareix com a variable sospitosa al Catàleg General d'Estrelles Variables. Inusualment per als sistemes RS CVn, l'estrella més calenta, Capella Ab, té l'atmosfera més activa perquè es troba a la bretxa Hertzsprung, una etapa on està canviant el seu moment angular i aprofundint la seva zona de convecció.
Les atmosferes actives i la proximitat d'aquestes estrelles significa que es troben entre les fonts de raigs X més brillants del cel. No obstant això, l'emissió de raigs X es deu a estructures coronals estables i no a l'activitat eruptiva d'encesa. És probable que els bucles coronals més grans que el Sol i amb temperatures de diversos milions de kelvin siguin responsables de la majoria dels raigs X.

### Capella HL
El setè company de Capella que s'ha publicat, el component H, està físicament associat amb la brillant estrella primària. És una nana roja separada de la parella de gegants de tipus G per una distància d'uns 10.000 AU. Té el seu propi company proper, una nana vermella encara més tènue que feia 1,8 polzades lluny quan es va descobrir el 1935. És el component L en catàlegs de doble estrella. El 2015 la separació havia augmentat a 3,5″, la qual cosa va ser suficient per permetre derivar paràmetres orbitals provisionals, 80 anys després del seu descobriment. El Catàleg Gliese-Jahreiss d'estrelles properes designa el sistema binari com a GJ 195. En conseqüència, els dos components que la conformen es denominen individualment GJ 195 A i B.
Es coneix que les dues estrelles tenen una diferència de magnitud visual de 3,5 (2,3 mag a la banda de pas de la nau espacial Gaia) encara que la diferència és molt menor a les longituds d'ona infraroja. Això és inesperat i pot indicar més companys que encara no han estat descoberts o detectats.
La massa de les estrelles es pot determinar, en principi, a partir del moviment orbital, però les incerteses a l'òrbita han donat lloc a resultats molt diferents. El 1975, una òrbita excèntrica de 388 anys va donar masses de 0.65 M☉ i 0.13 M☉. Una òrbita gairebé circular més petita publicada el 2015 tenia una òrbita de 300 anys, beneficiant-se de restriccions de massa de 0.57 M☉ i 0.53 M☉, respectivament, per a GJ 195 A i B, en funció de les seves magnituds infraroges.

### Acompanyants visuals
Abans de Capella es van descobrir sis companys visuals de Capella H i generalment només es coneixen com a Capella B a G. No es creu que cap estigui físicament associat amb Capella, tot i que tots semblen més a prop al cel que el HL parella.
| Deignació d'estrella múltiple: WDS 05167+4600 | Deignació d'estrella múltiple: WDS 05167+4600 | Deignació d'estrella múltiple: WDS 05167+4600 | Deignació d'estrella múltiple: WDS 05167+4600 | Deignació d'estrella múltiple: WDS 05167+4600 | Deignació d'estrella múltiple: WDS 05167+4600 | Deignació d'estrella múltiple: WDS 05167+4600 | Deignació d'estrella múltiple: WDS 05167+4600 | Deignació d'estrella múltiple: WDS 05167+4600                                                          |
| --------------------------------------------- | --------------------------------------------- | --------------------------------------------- | --------------------------------------------- | --------------------------------------------- | --------------------------------------------- | --------------------------------------------- | --------------------------------------------- | --- |
| Component                                     | Primària                                      | Ascensió recta (α) Equinocci J2000.0          | Declinació (δ) Equinocci J2000.0              | Època d'observació separació                  | Distància angular del primari                 | Angle de posició (relatiu al primari)         | Magnitud aparent (V)                          | Referència de base de dades                                                                            |
| B                                             | A                                             | 05h 16m 42.7s                                 | +46° 00′ 55″                                  | 1898                                          | 46.6″                                         | 23°                                           | 17.1                                          | |
| C                                             | A                                             | 05h 16m 35.9s                                 | +46° 01′ 12″                                  | 1878                                          | 78.2″                                         | 318°                                          | 15.1                                          | |
| D                                             | A                                             | 05h 16m 40.1s                                 | +45° 58′ 07″                                  | 1878                                          | 126.2″                                        | 183°                                          | 13.6                                          | |
| E                                             | A                                             | 05h 16.5m                                     | +46° 02′                                      | 1908                                          | 154.1″                                        | 319°                                          | 12.1                                          | |
| F                                             | A                                             | 05h 16m 48.748s                               | +45° 58′ 30.84″                               | 1999                                          | 112.0″                                        | 137°                                          | 10.21                                         | «Simbad» (en anglès). SIMBAD (Centre de Dades astronòmiques d'Estrasburg). [Consulta: {{{consulta}}}]. |
| G                                             | A                                             | 05h 16m 31.852s                               | +46° 08′ 27.42″                               | 2003                                          | 522.4″                                        | 349°                                          | 8.10                                          | «Simbad» (en anglès). SIMBAD (Centre de Dades astronòmiques d'Estrasburg). [Consulta: {{{consulta}}}]. |

El Component F també es coneix com TYC 3358-3142-1. Està llistat amb un tipus espectral de K encara que s'inclou en un catàleg d'estrelles OB com una estrella lluminosa llunyana.
El component G és BD+45 1076, amb un tipus espectral de F0, a una distància de 401 anys llum (123 parsecs). S'identifica com a membre variable del GSC o Guide Start Catalog a partir de les observacions de Chandra encara que no se sap quin tipus de variabilitat. Se sap que és una font de raigs X amb una corona activa.
Diverses altres estrelles també han estat catalogades com a companyes de Capella. Els components I, Q i R són estrelles de magnitud 13 a distàncies de 92″, 133″ i 134″. V538 Aurigae i el seu proper company HD 233153 són nanes vermelles a deu graus de Capella; tenen moviments espacials molt semblants, però la petita diferència fa possible que això sigui només una coincidència. S'han descobert dues estrelles tènues mitjançant imatges de taques en el camp de Capella HL, al voltant de 10″ lluny d'aquesta parella. Aquests han estat catalogats com a Capella O i P. No se sap si estan físicament associats amb el binari de la nana vermella.

## Etimologia i cultura
Tradicionalment, Capella marca l'espatlla esquerra de l'auriga homònima de la constel·lació, o, segons l'astrònom del segle II, Almagest de Ptolemeu, la cabra que porta l'auriga. A l'obra de Bayer de 1603 Uranometria, Capella marca l'esquena del cotxer. Els tres Haedi havien estat identificats com una constel·lació separada per Plini el Vell i Manilius, i es van anomenar Capra, Caper o Hircus, tots ells relacionats amb el seu estatus com a "estrella de cabra". Ptolemeu va fusionar l'auriga i les cabres a l′Almagest del segle II.
En la mitologia grega, l'estrella representava la cabra Amaltea que va alletar Zeus. Va ser aquesta cabra la banya de la qual, després de ser trencada accidentalment per Zeus, va ser transformada en la Cornucòpia, o "banya de l'abundància", que s'ompliria amb el que el seu propietari volgués. Encara que sovint s'associa amb Amaltea, Capella de vegades s'ha associat amb la propietària d'Amaltea, una nimfa. El mite de la nimfa diu que l'aspecte horripilant de la cabra, semblant a una gòrgona, va ser parcialment responsable de la derrota dels titans, després que Zeus descollés la cabra i la portés com a ègida.
En els relats medievals, portava el nom poc comú Alhajoth (també escrit Alhaior, Althaiot, Alhaiset, Alhatod, Alhojet, Alanac, Alanat, Alioc), que (especialment l'últim) pot ser una corrupció del seu nom àrab, العيوق, al-cayyūq. cAyyūq no té un significat clar en àrab, però pot ser una forma arabitzada del grec αίξ aiks "cabra"; cf. el grec modern Αίγα Aiga, el femení de cabra. Als beduïns del Nèguev i del Sinaí, Capella al-'Ayyūq ath-Thurayyā "Capella de les Plèiades", des del seu paper d'assenyalar la posició d'aquest asterisme. Un altre nom en àrab era Al-Rākib "el conductor", una traducció del grec.
Per als antics balts, Capella era coneguda com Perkūno Ožka "la cabra del tro", o Tikutis. Per contra, en el folklore macedoni eslavo, Capella era Jastreb "el falcó", que volava molt per sobre i disposat a llançar-se sobre la Mare Gallina (les Plèiades) i el Gall (Nath).
Astrològicament, Capella augura honors cívics i militars i riquesa. A l'Edat Mitjana, es considerava una estrella fixa beheniana, amb el safir de pedra i les plantes com a atributs com a galeb, menta, artemisa i mandràgora. Cornelius Agrippa va enumerar el seu signe cabalístic  amb el nom Hircus (llatí per cabra).
En la mitologia hindú, Capella era vist com el cor de Brahma, Brahma Hṛdaya. En l'astronomia tradicional xinesa, Capella formava part de l'asterisme五車 (Wŭ chē ; Català: les 5 aurigues), que constava de Capella juntament amb Beta Aurigae, Theta Aurigae i Iota Aurigae, així com Beta Tauri. Com que va ser la segona estrella d'aquest asterisme, té el nom xinès五車二 (Wŭ chē èr; Anglès: Segon dels cinc carros).
En quítxua es coneixia com a Colça; els inques tenien en gran estima l'estrella. Els hawaians van veure Capella com a part d'un asterisme Ke ka o Makali'i ("El rescatador de canoes de Makali'i") que els ajudava a navegar al mar. Anomenat Hoku-lei "corona d'estrelles", va formar aquest asterisme amb Proció, Sírius, Càstor i Pòl·lux.  En el folklore tahitià, Capella era Tahi-ari'i, l'esposa de Fa'a-nui (Auriga) i mare del príncep Ta'urua (Venus) que navega amb la seva canoa pel cel. En l'astronomia inuit, Capella, juntament amb Menkalinan (Beta Aurigae), Pòl·lux (Beta Geminorum) i Càstor (Alpha Geminorum), van formar una constel·lació Quturjuuk, "clavícules", les dues parelles d'estrelles que denoten un os cadascuna. Utilitzada per a la navegació i l'hora de la nit, la constel·lació va ser reconeguda des d'Alaska fins a l'oest de Groenlàndia. Els Gwich'in van veure Capella i Menkalinan formant shreets'ą įį vidzee, l'orella dreta de la gran constel·lació circumpolar de Yahdii, que cobria gran part del cel nocturn, i l'orientació de la qual facilitava la navegació i el cronometratge.
En la mitologia aborigen australiana, pel poble Boorong de Victòria, Capella era «Purra», el cangur, perseguit i assassinat pels propers bessons Yurree (Càstor) i Wanjel (Pòl·lux). El poble Wardaman del nord d'Austràlia coneixia l'estrella com «Yagalal», una escama de peix cerimonial, relacionada amb Guwamba el barramundi (Aldebaran).